# Sphyrna
Sphyrna es un género de tiburón martillo de la familia Sphyrnidae.

## Especies
Este género contienen las siguientes especies:
- Sphyrna corona (S. Springer, 1940)
- Sphyrna couardi (Cadenat, 1951)
- Sphyrna lewini (E. Griffith & C. H. Smith, 1834)
- Sphyrna media (S. Springer, 1940)
- Sphyrna mokarran (Rüppell, 1837)
- Sphyrna tiburo (Linnaeus, 1758)
- Sphyrna tudes (Valenciennes, 1822)
- Sphyrna zygaena (Linnaeus, 1758)